# Religião nos Estados Unidos
A religião nos Estados Unidos é caracterizada por uma diversidade de crenças e práticas religiosas. Várias crenças (religiosas) floresceram/surgiram dentro dos Estados Unidos. Uma grande maioria de americanos informaram que ela (a religião) tem um papel muito importante em suas vidas, uma proporção única entre países desenvolvidos".
Historicamente, os Estados Unidos sempre foi marcado pelo pluralismo e diversidade religiosa, começando com várias crenças nativas da época pré-colonial. Nas épocas coloniais, anglicanos, católicos romanos e protestantes de linha principal, bem como judeus, chegaram da Europa. A ortodoxia está presente desde a colonização russa do Alasca. Vários protestantes dissidentes, que deixaram a Igreja Anglicana, diversificaram grandemente a paisagem religiosa. O Grande Despertamento deu a luz a várias denominações protestantes evangélicas; O número de membros das igrejas metodistas e batistas cresceu drasticamente no Segundo Grande Despertamento. No século XVIII, o deísmo encontrou apoio entre a elite americana e filósofos. A Igreja Episcopal, que se separou da Igreja Anglicana, surgiu na Revolução Americana. Novos ramos protestantes como o adventismo surgiram; Os restauradores e outros cristãos como as Testemunhas de Jeová, o movimento dos Santos dos Últimos Dias, as Igrejas de Cristo e a Ciência Cristã, bem como as comunidades unitárias e universalistas todas se espalharam no século XIX. O pentecostalismo surgiu no início do século XX como resultado do Reavivamento da Rua Azusa. A Cientologia emergiu na década de 1950. O unitário-universalismo resultou da fusão das igrejas unitárias e universalistas no século XX. A partir da década de 1990, a percentagem religiosa de cristãos tem diminuído devido à secularização, enquanto a de budistas, hindus, muçulmanos e outras religiões tendem a aumentar. O protestantismo, historicamente dominante, deixou de ser a categoria religiosa da maioria no começo da década de 2010.
A maioria dos adultos estadunidenses se identifica como cristã, enquanto cerca de um quarto afirma não ter afiliação religiosa. De acordo com um estudo de 2014 do Pew Research Center, 70,6% da população adulta se identificou como cristã, com 46,5% de participação em uma variedade de igrejas que poderiam ser consideradas protestantes e 20,8% professando crenças católicas. O mesmo estudo diz que outras religiões (incluindo judaísmo, budismo, hinduísmo e islã) coletivamente compõem cerca de 6% da população. De acordo com uma pesquisa realizada em 2012 pelo fórum Pew, 36% dos adultos norte-americanos afirmam frequentar serviços quase toda semana ou mais. De acordo com uma pesquisa da Gallup de 2016, Mississippi (com 63% de sua população adulta descrita como muito religiosa, dizendo que a religião é importante para eles e frequentando serviços religiosos quase todas as semanas) é o estado mais religioso do país, enquanto Nova Hampshire (com apenas 20% de sua população adulta descrita como muito religiosa) é o estado menos religioso.

## História
Religião nos Estados Unidos (2023)
Desde os primórdios do período colonial, quando alguns colonos ingleses e alemães vieram em busca de liberdade religiosa, a América foi profundamente influenciada pela religião. Essa influência continua na cultura americana, na vida social, e na política. "Várias das treze colônias originais foram fundadas por colonos que desejavam praticar a sua própria religião em comunidades de pessoas da mesma fé: a Colônia da Baía de Massachusetts foi fundada por puritanos ingleses (congregacionistas), a Pensilvânia por quakers britânicos, Maryland por católicos ingleses, e a Virgínia por anglicanos ingleses". Apesar disso, e como resultado de conflitos religiosos e preferência na Inglaterra, o Plantation Act 1740 estabeleceria uma política oficial para novos imigrantes que chegassem à América britânica até a Revolução Americana.

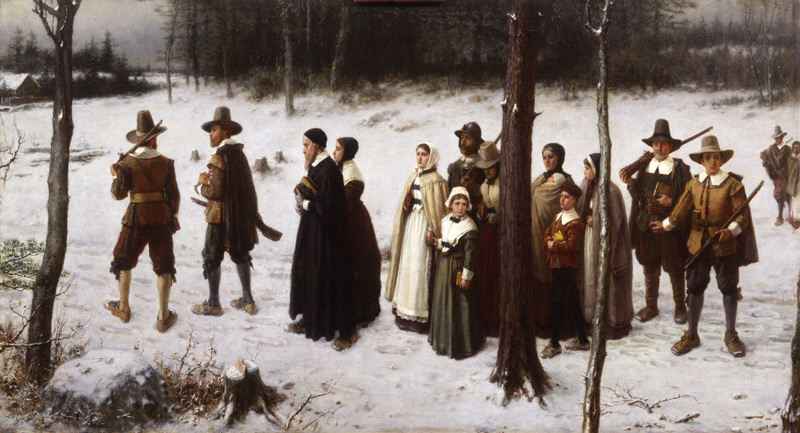
Pilgrims Going to Church por George Henry Boughton (1867).

O texto da Primeira Emenda à Constituição do país afirma que "o Congresso não fará nenhuma lei respeitando um estabelecimento de religião ou proibindo o livre exercício do mesmo; ou abreviar a liberdade de expressão ou de imprensa; ou o direito do povo de se reunir pacificamente, e de pedir ao governo uma reparação de queixas". Garante o livre exercício da religião, além de impedir o governo de estabelecer uma religião estatal. No entanto, os estados não estavam vinculados à provisão e, no final da década de 1830, Massachusetts forneceu dinheiro dos impostos às igrejas congregacionais locais. A Suprema Corte desde a década de 1940 interpretou a Décima Quarta Emenda como aplicando a Primeira Emenda aos governos estaduais e locais.
O presidente John Adams e um Senado unânime endossaram o Tratado de Trípoli em 1797, que afirmava: "o governo dos Estados Unidos da América não é, de forma alguma, fundamentado na religião cristã".
Os pesquisadores e autores especialistas se referiram aos Estados Unidos como uma "nação protestante" ou "fundada em princípios protestantes", enfatizando especificamente sua herança calvinista.
O lema oficial moderno dos Estados Unidos da América, conforme estabelecido em uma lei de 1956 assinada pelo Presidente Dwight D. Eisenhower, é "In God We Trust" ("Em Deus Confiamos"). A frase apareceu pela primeira vez nas moedas dos EUA em 1864.
De acordo com uma pesquisa de 2002 do Pew Research Center, quase 6 em cada 10 americanos disseram que a religião desempenha um papel importante em suas vidas, em comparação com 33% na Grã-Bretanha, 27% na Itália, 21% na Alemanha, 12% no Japão, e 11% na França. O relatório da pesquisa afirmou que os resultados mostraram que os Estados Unidos têm uma semelhança maior com os países em desenvolvimento (onde porcentagens mais altas dizem que a religião desempenha um papel importante) do que com outros países ricos, onde a religião desempenha um papel menor.
Em 1963, 90% dos adultos norte-americanos alegavam ser cristãos, enquanto apenas 2% não professavam identidade religiosa. Em 2014, cerca de 70% se identificam como cristãos, enquanto cerca de 23% afirmam não ter identidade religiosa.

## Liberdade de religião
O governo federal dos Estados Unidos foi o primeiro governo nacional a não ter religião oficial endossada pelo Estado. No entanto, alguns estados estabeleceram religiões de alguma forma até a década de 1830.
Modelando as disposições relativas à religião dentro do Estatuto da Virgínia para a Liberdade Religiosa, os autores da Constituição rejeitaram qualquer teste religioso para o cargo, e a Primeira Emenda negou especificamente ao governo federal qualquer poder para promulgar qualquer lei respeitante a um estabelecimento de religião ou proibir o seu livre exercício, protegendo assim qualquer organização, instituição ou denominação religiosa da interferência do governo. A decisão foi influenciada principalmente pelos ideais racionalistas e protestantes europeus, mas também foi uma consequência das preocupações pragmáticas de grupos religiosos minoritários e pequenos estados que não queriam estar sob o poder ou a influência de uma religião nacional que não os representasse.

## Religiões abraâmicas

### Cristianismo
A maior religião dos EUA é o cristianismo, reivindicado pela maioria da população (70,6% em 2014). Entre os inquiridos, cerca de 46,5% dos americanos são protestantes, 20,8% são católicos, 1,6% são mórmons (o nome comumente usado para se referir aos membros da Igreja de Jesus Cristo dos Santos dos Últimos Dias) e 1,7% têm afiliações a vários outras denominações cristãs. O cristianismo foi introduzido durante o período da colonização europeia.

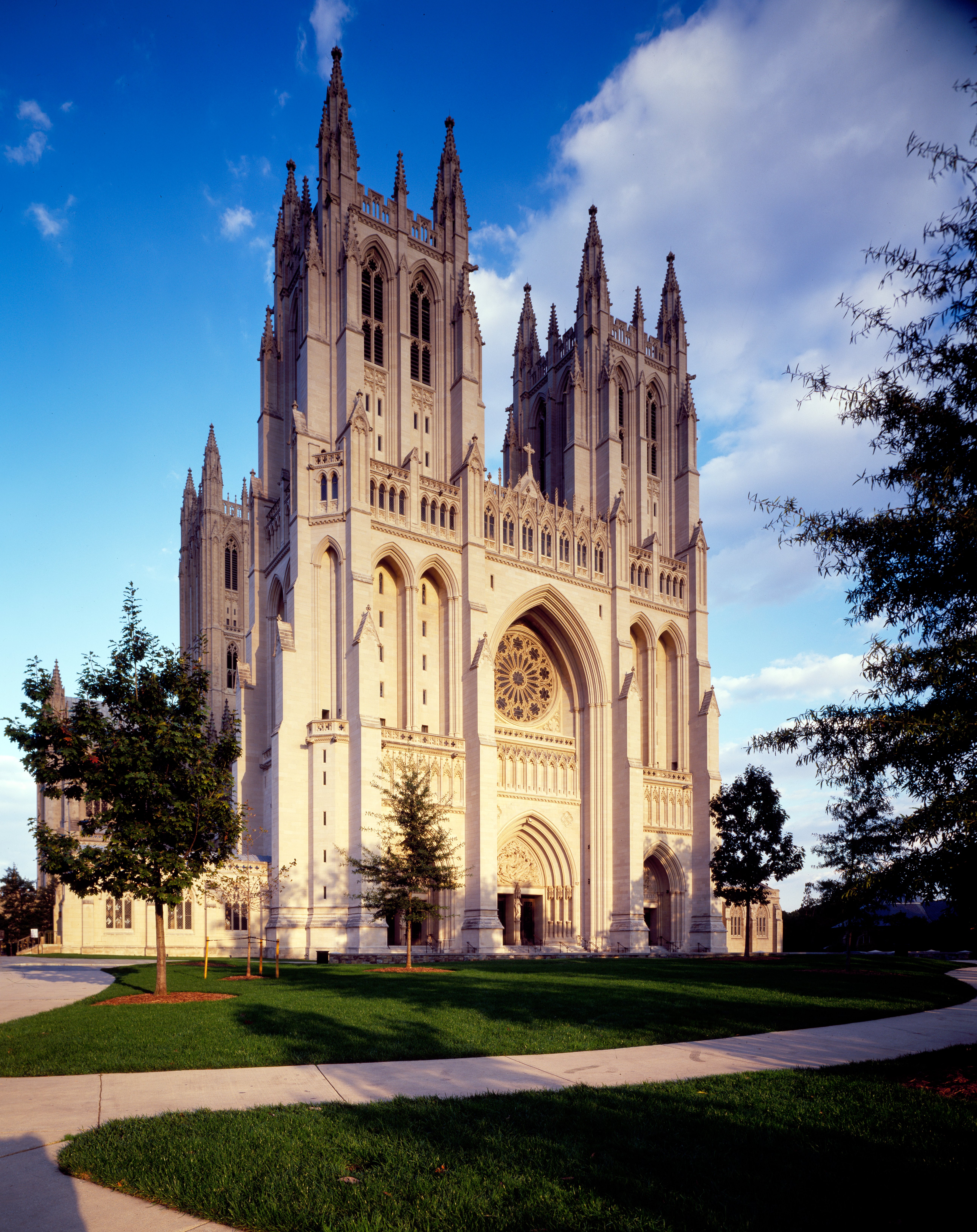
Catedral Nacional de Washington, uma catedral episcopal em Washington, D.C.

De acordo com uma revisão de 2012 do Conselho Nacional de Igrejas, as cinco maiores denominações são:
- A Igreja Católica Apostólica Romana, com 68.202.492 membros
- A Convenção Batista do Sul, com 16.136.044 membros
- A Igreja Metodista Unida, com 7.679.850 membros
- A Igreja de Jesus Cristo dos Santos dos Últimos Dias, com 6.157.238 membros
- A Igreja de Deus em Cristo, com 5.499.875 membros

A Convenção Batista do Sul, com mais de 16 milhões de adeptos, é a maior de mais de 200 denominações protestantes de nome distinto. Em 2007, membros de igrejas evangélicas representavam 26% da população americana, enquanto outros 18% pertenciam às principais igrejas protestantes e 7% pertenciam a igrejas historicamente negras.
Um estudo de 2015 estima cerca de 450.000 crentes cristãos de origem muçulmana no país, a maioria deles pertencendo a alguma forma de protestantismo. Em 2010, havia aproximadamente 180.000 americanos árabes e cerca de 130.000 americanos iranianos que se converteram do islamismo ao cristianismo. Dudley Woodbury, um estudioso do Islã da Fulbright, estima que 20.000 muçulmanos se convertam ao cristianismo anualmente nos Estados Unidos.

#### Principais denominações protestantes
Os historiadores concordam que os membros das principais denominações protestantes desempenharam papéis de liderança em muitos aspectos da vida americana, incluindo política, negócios, ciência, artes e educação. Eles fundaram a maioria dos principais institutos de ensino superior do país. Segundo Harriet Zuckerman, 72% dos ganhadores do Prêmio Nobel da América entre 1901 e 1972, identificaram-se de origem protestante.
Episcopalianos e presbiterianos tendem a ser consideravelmente mais ricos e com melhor escolaridade do que a maioria dos outros grupos religiosos, e o número de famílias americanas mais ricas e abastadas como os Vanderbilts e Astors, Rockefeller, Du Pont, Roosevelt, Forbes, Whitneys, Morgans e Harrimans são famílias protestantes principais, embora os afiliados ao judaísmo sejam o grupo religioso mais educado e mais rico dos Estados Unidos e aqueles afiliados ao catolicismo, devido ao tamanho, têm o maior número de adeptos de todos os grupos na faixa de renda mais alta.
Algumas das primeiras faculdades e universidades na América, incluindo Harvard, Yale, Princeton, Colúmbia, Dartmouth, Williams, Bowdoin, Middlebury, e Amherst, todos foram fundados pelas principais denominações protestantes. Na década de 1920, a maioria havia enfraquecido ou abandonado sua conexão formal com uma denominação. James Hunter argumenta que:
As escolas e faculdades particulares estabelecidas pelas principais denominações protestantes, em regra, ainda querem ser conhecidas como lugares que promovem valores, mas poucos vão tão longe quanto identificar esses valores como cristãos. [...] No geral, a distinção da linha principal da identidade protestante se dissolveu amplamente desde os anos 1960.

#### Catolicismo Romano
Enquanto os puritanos asseguravam sua comunidade, os membros da igreja católica na Inglaterra também estavam planejando um refúgio, "pois eles também estavam sendo perseguidos por causa de sua religião". Entre os interessados em fornecer um refúgio aos católicos estava o segundo lorde de Baltimore, George Calvert, que estabeleceu Maryland, um "proprietário católico", em 1634, mais de sessenta anos após a fundação da missão espanhola de Santo Agostinho na Flórida. Embora pequeno em número no começo, o catolicismo cresceu ao longo dos séculos para se tornar a maior denominação única nos EUA, principalmente através da imigração, mas também através da aquisição de territórios continentais sob a jurisdição das potências católicas francesas e espanholas. Embora a população católica e indígena europeia desses antigos territórios fosse pequena, as culturas materiais de lá, as fundações originais da missão com seus nomes católicos canônicos, ainda são reconhecidas hoje (como eram conhecidas anteriormente) em várias cidades da Califórnia, Novo México e Louisiana.
À medida que o número de católicos aumentou, eles construíram um vasto sistema de escolas (das escolas primárias às universidades) e hospitais. A primeira universidade católica dos EUA, a Universidade de Georgetown, foi fundada em 1789. Desde então, a igreja católica fundou centenas de outras faculdades e universidades, além de milhares de escolas primárias e secundárias. Escolas como a Universidade de Notre Dame são classificadas melhor em seu estado (Indiana), enquanto a Universidade de Georgetown é classificada melhor no Distrito de Columbia. 12 universidades católicas também estão classificadas entre as 100 melhores universidades dos EUA.

#### Colonos cristãos
A partir de 1600 colonos europeus introduziram a religião anglicana e puritana, bem como as denominações batistas, presbiterianas, luteranas, quacres e moravas.

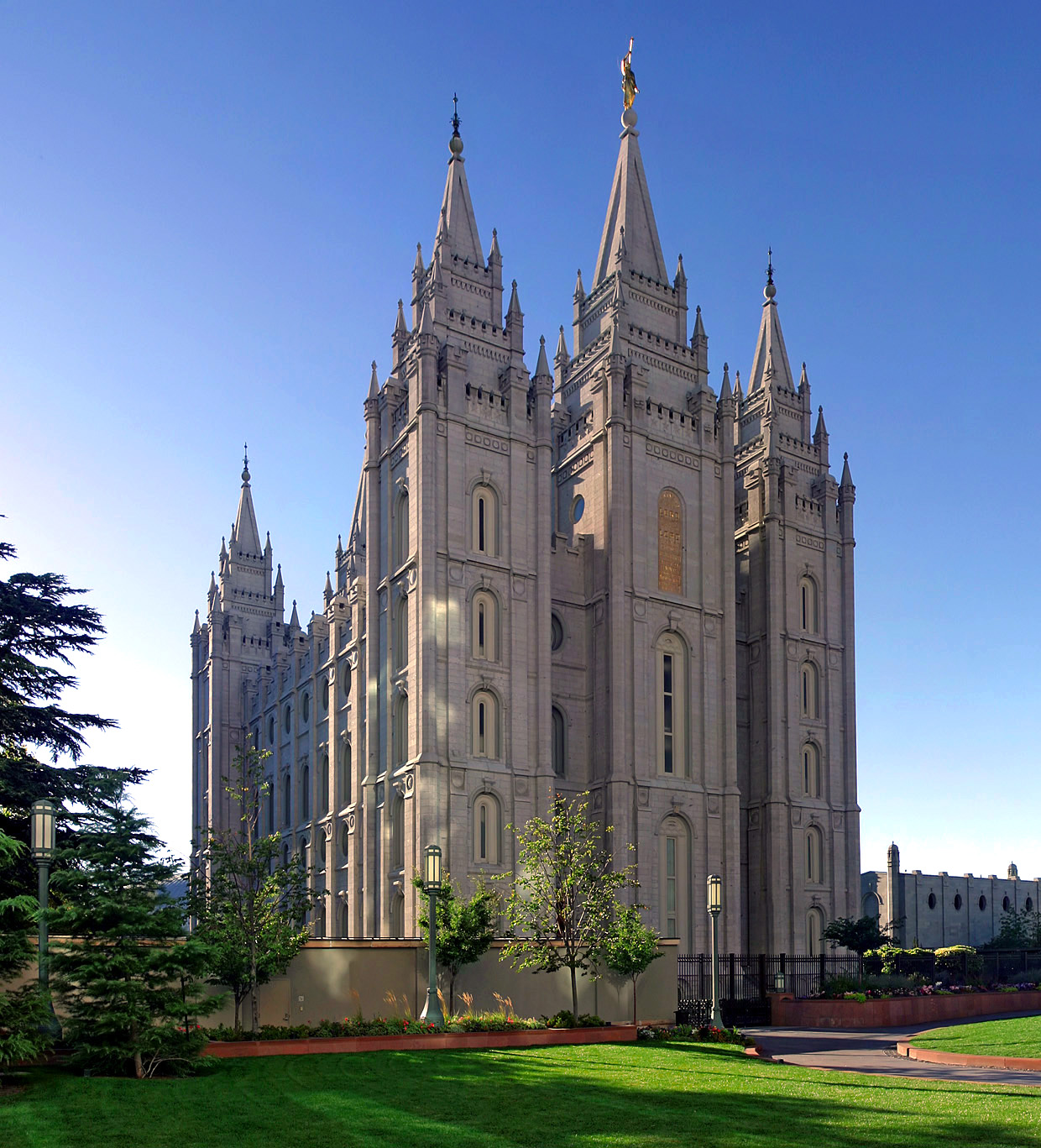
O Templo de Salt Lake em Salt Lake City, Utah.

A partir do século XVI, os espanhóis (e depois franceses e ingleses) introduziram o catolicismo. Do século XIX até o presente, os católicos chegaram aos EUA em grande número devido à imigração de italianos, hispânicos, portugueses, franceses, poloneses, irlandeses, escoceses das montanhas, holandeses, flamengos, húngaros, alemães, libaneses (maronitas) e outros grupos étnicos.
Durante o século XIX, dois ramos principais do cristianismo oriental também chegaram à América. A Igreja Ortodoxa foi trazida para a América por grupos de imigrantes gregos, russos, ucranianos, sérvios, e outros grupos de imigrantes, principalmente da Europa Oriental. Ao mesmo tempo, vários grupos de imigrantes do Oriente Médio, principalmente armênios, coptas e sírios, trouxeram a Ortodoxia Oriental para a América..

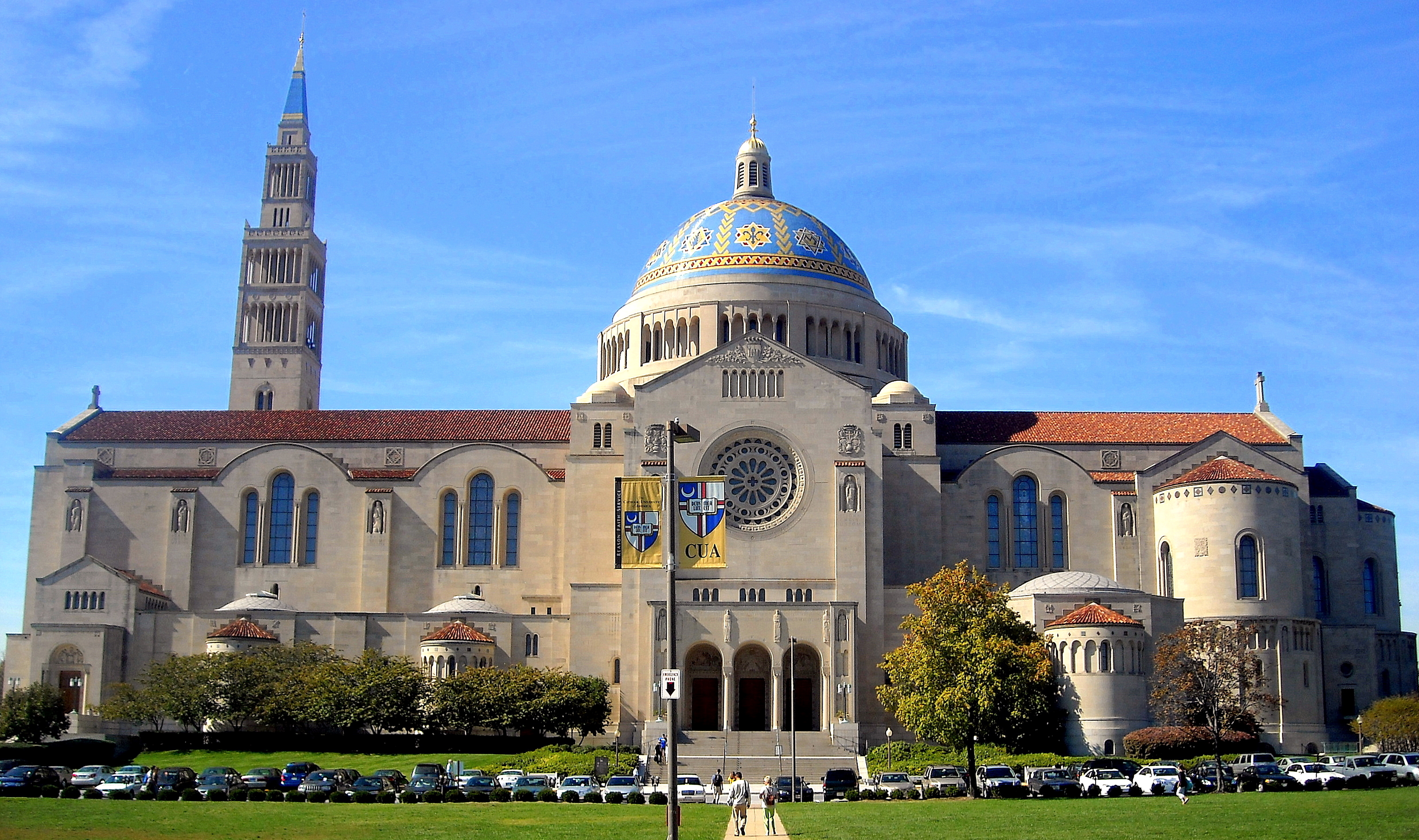
A Basílica do Santuário Nacional da Imaculada Conceição em Washington, D.C., a maior igreja católica dos EUA.

Vários grupos cristãos foram fundados na América durante o Grande Despertar. O evangelicalismo interdenominacional e o pentecostalismo emergiram; novas denominações protestantes como o adventismo; movimentos não-denominacionais, como o Movimento de Restauração (que com o tempo se separou nas Igrejas de Cristo, nas igrejas cristãs e igrejas de Cristo e na Igreja Cristã (Discípulos de Cristo)); Testemunhas de Jeová (chamadas "Estudantes da Bíblia" na última parte do século XIX); e A Igreja de Jesus Cristo dos Santos dos Últimos Dias (Mormonismo).
A força de várias seitas varia muito em diferentes regiões do país, com partes rurais do Sul tendo muitos evangélicos, mas muito poucos católicos (exceto Louisiana e Costa do Golfo, e a comunidade hispânica, que consiste principalmente de católicos), enquanto urbanizados as áreas dos estados do Atlântico Norte e dos Grandes Lagos, bem como muitas cidades industriais e de mineração, são fortemente católicas, embora ainda bastante misturadas, principalmente devido às comunidades afro-americanas fortemente protestantes. Em 1990, quase 72% da população de Utah era mórmon, assim como 26% dos vizinhos Idaho. O luteranismo é mais proeminente no Alto Centro-Oeste, com Dakota do Norte tendo a maior porcentagem de luteranos (35% de acordo com uma pesquisa de 2001).
A maior religião, o cristianismo, diminuiu proporcionalmente desde 1990. Enquanto o número absoluto de cristãos aumentou de 1990 a 2008, a porcentagem de cristãos caiu de 86% para 76%. Uma entrevista por telefone em todo o país com 1.002 adultos, conduzida pelo The Barna Group, constatou que 70% dos adultos americanos acreditam que Deus é "o criador todo-poderoso e onisciente do universo que ainda hoje o governa" e que 9% de todos os americanos adultos e 0,5% dos jovens adultos mantêm o que a pesquisa definiu como uma "visão bíblica do mundo".
Membros episcopais, presbiterianos, ortodoxos orientais e da Igreja Unida de Cristo tiveram o maior número de diplomas de graduação e pós-graduação de todas as denominações cristãs nos Estados Unidos, bem como os mais assalariados.

### Judaísmo

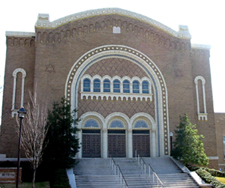
Templo Beth-El em Birmingham, Alabama.

Depois do Cristianismo e Sem-Religião, o Judaísmo é a quarta maior preferência religiosa nos EUA. Os judeus atuais estão presentes nos EUA desde o século XVII, embora a imigração em grande escala não tenha ocorrido até o século XIX, em maior parte por causa das perseguições na Europa Oriental. O CIA Fact Book estima que 1% dos americanos pertencem a esse grupo. Aproximadamente 25% dessa população vive em Nova York.
Um significativo número de pessoas identificam-se como judeus americanos em terras étnicas e culturais, melhor que outros religiosos. O estudo 2001 ARIS demonstrou que há aproximadamente 5.3 milhões de adultos na população judaica americana: 2.83 milhões de adultos (1.4% da população adulta dos EUA) são estimados como aderentes do Judaísmo; 1.08 milhões são estimados como aderentes a nenhuma religião; e 1.36 milhões são estimados como aderentes de uma religião diferente do Judaísmo.
De acordo com o National Jewish Population Survay de 2001, 4.3 milhões de americanos judeus tem uma grande conexão com a comunidade Judaica, do que outras religiões ou culturas. Judeus são geralmente considerados mais como um grupo étnico do que uma religião. Cerca de 4.3 milhões de americanos judeus consideram-se "fortemente conectados" ao Judaísmo, cerca de 80% tem alguma sorte no compromisso com o Judaísmo, variando do comparecimento em serviços diários ao Sêder de Pessach ou iluminando velas de Hanukkak. Destes 4.3 milhões de judeus fortemente conectados, 46% pertencem a uma sinagoga. Entre aqueles que pertencem a uma sinagoga, 38% são membros de sinagogas de reforma, 33% conservadoras, 22% ortodoxas, 2% Judaísmo Reconstrucionista e 5% de outros tipos. O exame descobriu também que os judeus do Nordeste e do Centro-Oeste são geralmente mais praticantes do que judeus do Sul ou ocidentais. Refletindo também uma tendência observada também entre outros grupos religiosos, os judeus do Noroeste dos Estados Unidos são tipicamente os menos praticantes.
Em anos recentes, houve uma tendência visível de judeus americanos seculares chamada Baalei Teshuva na qual se faz o retorno às práticas religiosas, na maioria dos casos seguindo a corrente Ortodoxa.

### Budismo

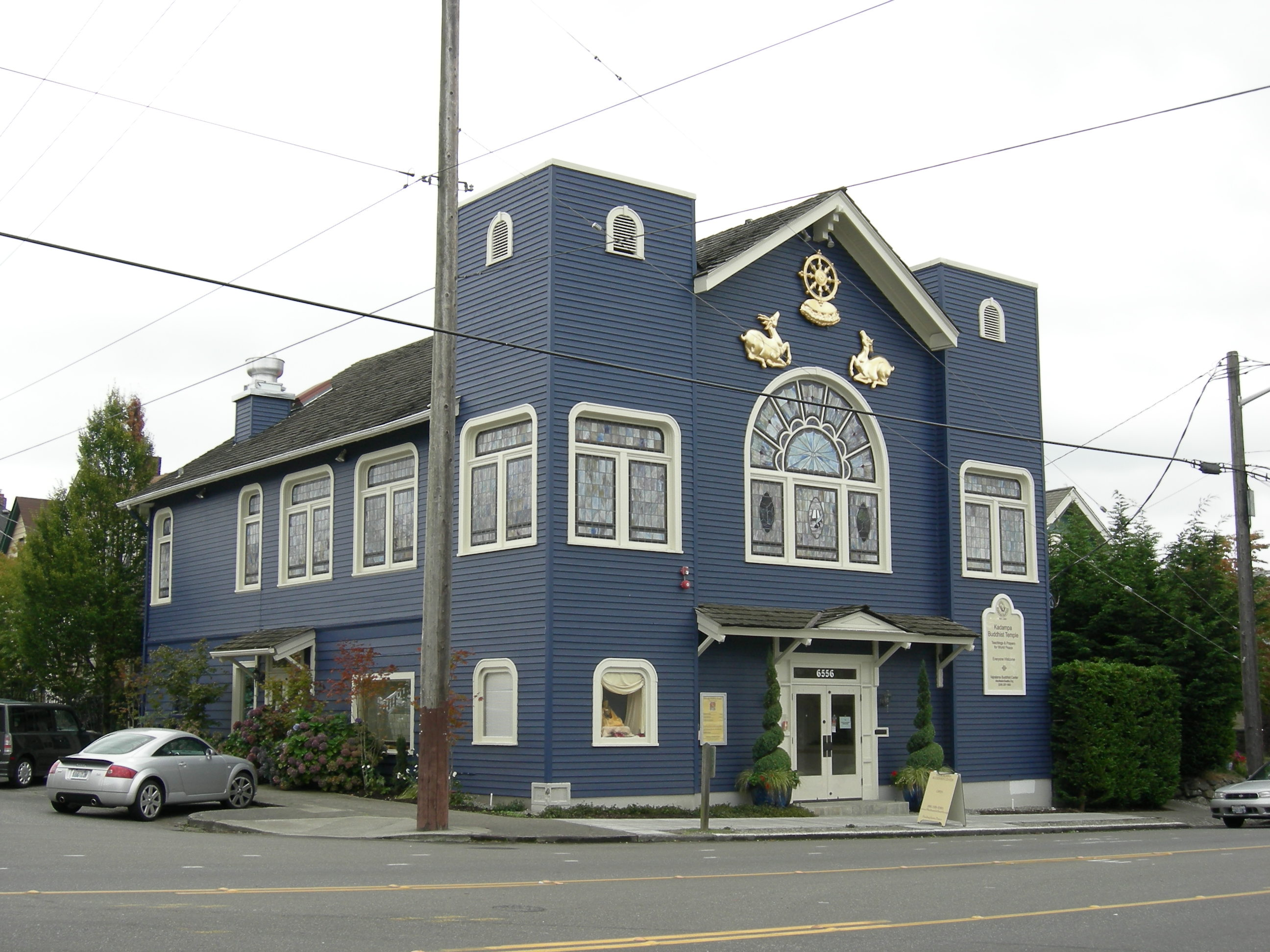
Templo budista tibetano em Washington, D.C.

O Budismo entrou nos EUA durante o século XIX com a chegada dos primeiros imigrantes da Ásia Oriental. O primeiro templo budista foi estabelecido em São Francisco em 1853 pelos chineses-americanos.
Ao longo do século XIX, missionários budistas do Japão vieram aos EUA. Simultaneamente a estes processos, certos intelectuais dos EUA ficaram interessados pelo budismo.
O primeiro cidadão proeminente dos EUA a se converter ao budismo foi Henry Steel Olcott. Um evento que contribuiu para o crescimento do budismo nos EUA era o Parlamento das religiões do mundo em 1893, que foi atendido por muitos delegados budistas vindos da China, Japão, Tailândia e Sri Lanka.
O século XX foi caracterizado por uma continuação das tendências do século XIX. A segunda metade, pelo contraste, viu uma emergência de correntes principais do movimento budista que tornou-se uma massa e um fenômeno religioso cocoassociações e professores estrangeiros - tais como Soka Gakkai e Tenzin Gyatso, o 14º Dalai Lama (do budismo tibetano) - começaram a organizar atividades missionárias, quando os convertidos dos EUA estabeleceram as primeiras instituições ocidentais, os templos e os grupos budistas de adoração.
Estimativas do número de budistas nos Estados Unidos variam de 0.5% a 0.9%.

### Islamismo

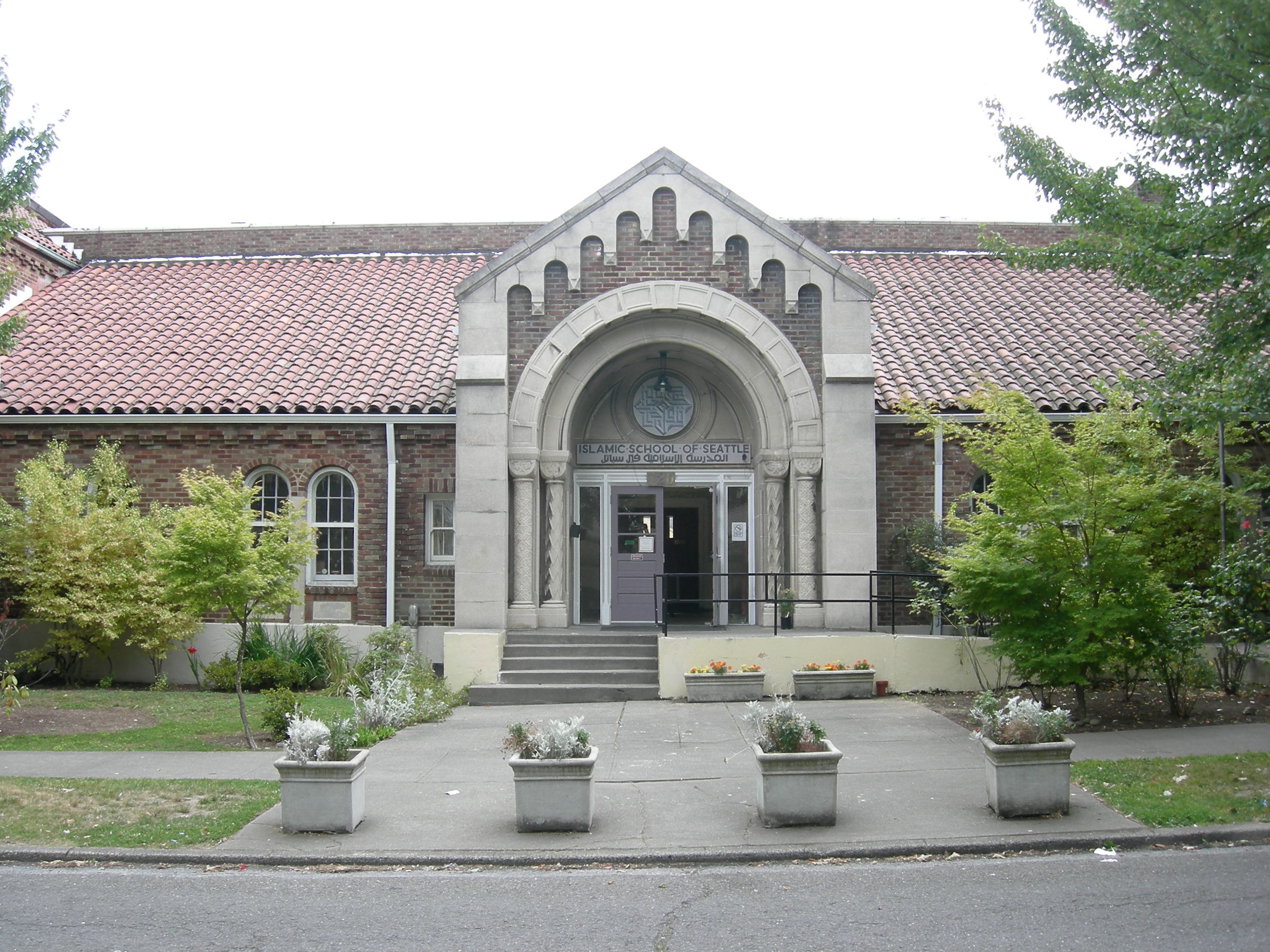
Escola islâmica em Seattle.

A história do Islã nos EUA começa no século XIX com a chegada confirmada do explorador muçulmano e marinheiro Estevanico de Azamor e vários visitantes muçulmanos. Ainda que muito pequena, a população muçulmana aumentou extremamente nos últimos cem anos. São muitas controversas as estimativas recentes da população muçulmana nos EUA. Boa parte do crescimento foi por causa da imigração e pela conversão.
Até um terço dos muçulmanos americanos são africanos que se converteram ao Islã durante os últimos setenta anos, a maioria quem juntou primeiramente a Nação do Islã, embora muito mais tarde se iniciasse uma corrente sunita.
A pesquisa indica que os muçulmanos nos EUA são geralmente assimilados e prósperos do que os muçulmanos da Europa. Sugerem também, entretanto que são menos assimilados do que outras comunidades. Existem muitas organizações islâmicas de apoio política a essa comunidade. em 2003, o escritor Stephen Schwartz acusou a Associação de alunos muçulmanos dos EUA e do Canadá de prosseguir uma agenda islâmica.
A imigração muçulmana aumentou em 2005, assim como mais pessoas de países islâmicos se tornaram residentes legais permanentes nos EUA do que qualquer ano, nas duas décadas anteriores. O número de muçulmanos nos EUA é controversa. As estimativas mais aceitas de muçulmanos nos EUA é de 2,35 milhões (0,8% do total da população). Por algum tempo, meios de comunicação aceitam estimativas de 6 milhões para 10 milhões de muçulmanos, mas essas previsões não tem qualquer base empírica.

### Hinduísmo

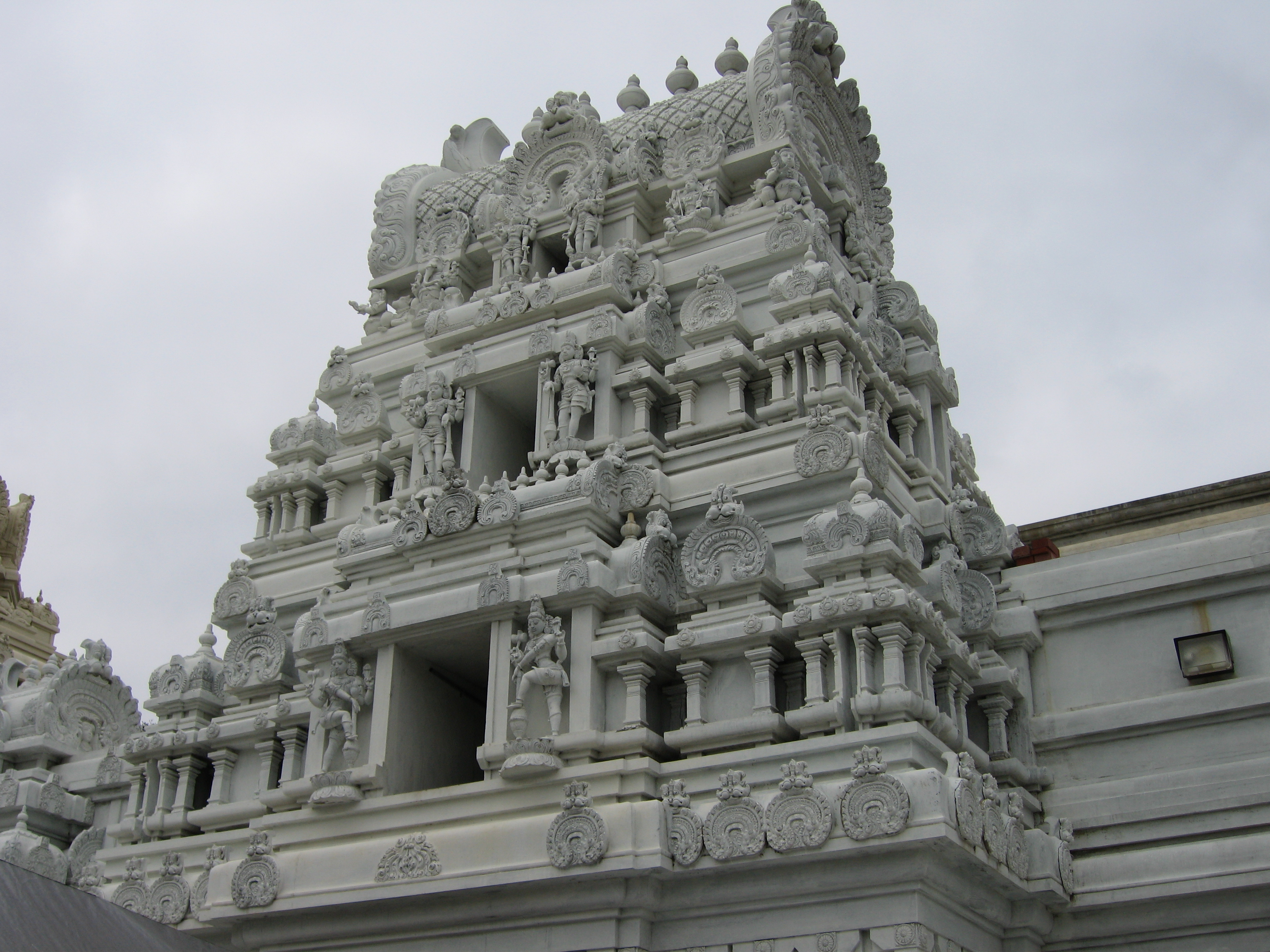
Foto do Templo Malibu Hindu, Califórnia.

A primeira vez que o Hinduísmo entrou nos Estados Unidos não está claramente identificado. No entanto, grandes grupos de hindus emigraram da Índia e de outros países asiáticos desde o Ato pela Imigração e Nacionalidade de 1965. Durante as décadas de 1960 e 1970, o fascínio pelo Hinduísmo contribuiu para o pensamento New Age. Durante as mesmas décadas, a Sociedade Internacional para a Consciência Krishna (uma organização hindu Vaishnava reformista) foi fundada nos EUA.
Atualmente, as estimativas de hindus nos Estados Unidos sugerem um número de quase 800.000 pessoas, ou cerca de 0.4% do total da população.
A religião hindu está em crescimento nos Estados Unidos, não só graças a imigração, mas também devido a conversão de muitos ocidentais. O hinduísmo está aumentando em popularidade e influência sobre a vida pública. Em 2004, a Hindu American Fundation - uma instituição nacional de divulgação da religião e proteger os direitos da comunidade hindu americana - foi fundada.
Templos hindus prosperaram nos Estados Unidos e recentemente, em julho de 2007, um serviço hindu realizou a abertura de uma sessão no senado. O evento foi criticado e atingido por muitos evangélicos e fundamentalistas cristãos.

### Unitário-Universalismo
O Unitário-Universalismo (UUismo) entrou em sua existência como uma única religião quando a Associação Unitária Universalista foi fundada em 1961 como uma consolidação da Associação Americana e da Igreja Universalista da América. Unitário-Universalismo é um movimento religioso teológico liberal caracterizado pelo seu apoio a uma "livre e responsável busca da verdade e do significado". Unitário-Universalismo é uma religião convencional. Os membros não partilham um credo, mas eles são partilhados pela sua pesquisa unificada para o crescimento espiritual. Os unitários-universalistas tem muitas fontes diferentes e têm uma grande variadade de crenças e práticas.
Sendo historicamente derivados do Unitarismo e Universalismo, o Unitário-Universalismo têm traços de raízes cristãs protestantes, no entanto, o significado teológico de ambos tenha sido significativamente ampliada para além do tradicional entendimento prévio à sua decisão de combinar os seus esforços ao nível continental como Unitário-Universalistas. Muitos UUs apreciam aspectos da espiritualidade islâmica, cristã e judaica, mas a medida em que os elementos de uma determinada fé e tradição são incorporadas em uma pessoa de práticas espirituais, é uma questão de escolha pessoal em consonância com o credo Unitário-Universalista, abordagem não-dogmática da espiritualidade e desenvolvimento da fé.
Como resultado dessas raízes históricas, congregações unitária-universalistas tendem a reter algumas tradições cristãs, como o culto aos Domingos que inclui um sermão e de cantar hinos, apesar do fato de que eles não necessariamente identificam-se como cristãos.
De acordo com a pesquisa de 2007 publicado pela Pew Forum on Religion & Public Life. 3% dos adultos americanos ou aproximadamente 3.400.000 indivíduos identificados como eles próprios como Unitário-Universalistas.

### Outras
Várias outras religiões são representadas nos EUA, incluídos os tradicionais americanos nativos, Ortodoxismo, New Age, Sikhismo, Jainismo, Xintoísmo, Taoísmo, Caodaísmo, Fé Bahá'í, Asatrú, Neopaganismo.

## Religião dos americanos nativos
Nenhuma religião particular ou tradição religiosa é hegemônica entre nativos americanos nos EUA. A maioria dos identificados e federalmente reconhecidos como nativos americanos reivindicam a aderência a algum formulário da cristandade, alguns destes que são sínteses culturais e religiosas originais ao tribo particular. Os ritos espirituais e as cerimônias dos nativos americanos são mantidos por muitos americanos de identidade nativa e não-nativa.
A Igreja Nativa Americana (NAC), também conhecida como Peyotismo e Religião Peyote, é uma religião nativa americana que ensina uma combinação de crenças tradicionais nativas americanas e cristianismo, com uso sacramental do peiote enteógeno.

## Estatisticas por Estado
Dados abaixos são da Pew Research Center
| Estado               | Protestante (%) | Católico (%) | Mormon (%) | Outros Cristaõs (%) | Outras (%) | Sem Religião (%) | Sem Resposta (%) | Referencias |
| -------------------- | --------------- | ------------ | ---------- | ------------------- | ---------- | ---------------- | ---------------- | ----------- |
| Alabama              | 78.0            | 7.0          | 1.0        | <1.0                | 1.0        | 12.0             | 1.0              | [ 62 ]      |
| Mississippi          | 77.0            | 4.0          | 1.0        | <1.0                | 2.0        | 14.0             | 1.0              | [ 63 ]      |
| Tennessee            | 73.0            | 6.0          | 1.0        | 1.0                 | 3.0        | 14.0             | 1.0              | [ 64 ]      |
| Arkansas             | 70.0            | 8.0          | 1.0        | <1.0                | 3.0        | 18.0             | 1.0              | [ 65 ]      |
| West Virginia        | 70.0            | 6.0          | 2.0        | <1.0                | 3.0        | 18.0             | 1.0              | [ 66 ]      |
| Oklahoma             | 69.0            | 8.0          | 1.0        | <1.0                | 2.0        | 18.0             | 1.0              | [ 67 ]      |
| Geórgia              | 67.0            | 9.0          | 1.0        | 2.0                 | 3.0        | 18.0             | 1.0              | [ 68 ]      |
| Carolina do Norte    | 66.0            | 9.0          | 1.0        | 2.0                 | 3.0        | 20.0             | 1.0              | [ 69 ]      |
| Carolina do Sul      | 66.0            | 10.0         | 1.0        | 2.0                 | 3.0        | 19.0             | 1.0              | [ 70 ]      |
| Kentucky             | 65.0            | 10.0         | <1.0       | <1.0                | 2.0        | 22.0             | 1.0              | [ 71 ]      |
| Iowa                 | 60.0            | 18.0         | <1.0       | <1.0                | 1.0        | 21.0             | 1,0              | [ 72 ]      |
| Missouri             | 58.0            | 16.0         | 1.0        | <1.0                | 3.0        | 20.0             | 1.0              | [ 73 ]      |
| Virginia             | 58.0            | 12.0         | 2.0        | 1.0                 | 6.0        | 20.0             | <1.0             | [ 74 ]      |
| Kansas               | 57.0            | 18.0         | 1.0        | 1.0                 | 4.0        | 20.0             | <1,0             | [ 75 ]      |
| Louisiana            | 57.0            | 26.0         | <1.0       | 2.0                 | 2.0        | 13.0             | 1.0              | [ 76 ]      |
| Dakota do Sul        | 57.0            | 22.0         | <1.0       | <1.0                | 3.0        | 18.0             | <1.0             | [ 77 ]      |
| Ohio                 | 53.0            | 18.0         | 1.0        | 1.0                 | 4.0        | 22.0             | <1.0             | [ 78 ]      |
| Indiana              | 52.0            | 18.0         | 1.0        | <1.0                | 2.0        | 26.0             | <1.0             | [ 79 ]      |
| Maryland             | 52.0            | 15.0         | 1.0        | 2.0                 | 8.0        | 23.0             | <1.0             | [ 80 ]      |
| Michigan             | 51.0            | 18.0         | <1.0       | 2.0                 | 5.0        | 24.0             | 1.0              | [ 81 ]      |
| Nebraska             | 51.0            | 23.0         | 1.0        | <1.0                | 4.0        | 20.0             | <1,0             | [ 82 ]      |
| Dakota do Norte      | 51.0            | 26.0         | <1.0       | <1.0                | 3.0        | 20.0             | <1.0             | [ 83 ]      |
| Minnesota            | 50.0            | 22.0         | 1.0        | <1.0                | 5.0        | 20.0             | 2.0              | [ 83 ]      |
| Texas                | 50.0            | 23.0         | 1.0        | 2.0                 | 4.0        | 18.0             | <1.0             | [ 84 ]      |
| Pensilvânia          | 47.0            | 24.0         | <1.0       | 1.0                 | 6.0        | 21.0             | 1.0              | [ 85 ]      |
| Estados Unidos       | 46.5            | 20.8         | 1.6        | 1.7                 | 5.9        | 22.8             | 0.6              | [ 2 ]       |
| Delaware             | 46.0            | 22.0         | <1.0       | 1.0                 | 6.0        | 23.0             | 1.0              | [ 86 ]      |
| Florida              | 46.0            | 21.0         | 1.0        | 2.0                 | 6.0        | 24.0             | <1.0             | [ 87 ]      |
| Wisconsin            | 44.0            | 25.0         | <1.0       | 2.0                 | 4.0        | 25.0             | <1.0             | [ 88 ]      |
| Colorado             | 43.0            | 16.0         | 2.0        | 2.0                 | 5.0        | 29.0             | 2.0              | [ 89 ]      |
| Illinois             | 43.0            | 28.0         | <1.0       | 2.0                 | 6.0        | 22.0             | 1.0              | [ 90 ]      |
| Oregon               | 43.0            | 12.0         | 4.0        | 2.0                 | 7.0        | 31.0             | 1.0              | [ 91 ]      |
| Wyoming              | 43.0            | 14.0         | 9.0        | 4.0                 | 3.0        | 26.0             | <1.0             | [ 92 ]      |
| Montana              | 42.0            | 17.0         | 4.0        | 2.0                 | 5.0        | 30.0             | <1.0             | [ 93 ]      |
| Distrito de Colúmbia | 41.0            | 20.0         | 2.0        | 1.0                 | 9.0        | 25.0             | 1.0              | [ 94 ]      |
| Washington           | 40.0            | 17.0         | 3.0        | 3.0                 | 6.0        | 32.0             | 1.0              | [ 95 ]      |
| Arizona              | 39.0            | 21.0         | 5.0        | 1.0                 | 6.0        | 27.0             | <1.0             | [ 96 ]      |
| Hawaii               | 38.0            | 20.0         | 3.0        | 2.0                 | 10.0       | 26.0             | 1.0              | [ 97 ]      |
| New Mexico           | 38.0            | 34.0         | 2.0        | 1.0                 | 4.0        | 21.0             | <1.0             | [ 98 ]      |
| Alaska               | 37.0            | 16.0         | 5.0        | 5.0                 | 6.0        | 31.0             | 1.0              | [ 99 ]      |
| Idaho                | 37.0            | 10.0         | 19.0       | 1.0                 | 4.0        | 27.0             | <1.0             | [ 100 ]     |
| Maine                | 37.0            | 21.0         | 2.0        | 1.0                 | 7.0        | 31.0             | 2.0              | [ 101 ]     |
| Connecticut          | 35.0            | 33.0         | 1.0        | 2.0                 | 7.0        | 23.0             | 1.0              | [ 102 ]     |
| Nevada               | 35.0            | 25.0         | 4.0        | 2.0                 | 5.0        | 28.0             | 1.0              | [ 103 ]     |
| California           | 32.0            | 28.0         | 1.0        | 3.0                 | 9.0        | 27.0             | 1.0              | [ 104 ]     |
| Nova Jérsia          | 31.0            | 34.0         | 1.0        | 2.0                 | 14.0       | 18.0             | 1.0              | [ 105 ]     |
| New Hampshire        | 30.0            | 26.0         | 1.0        | 2.0                 | 5.0        | 36.0             | <1.0             | [ 106 ]     |
| Rhode Island         | 30.0            | 42.0         | 1.0        | 2.0                 | 5.0        | 20.0             | 1.0              | [ 107 ]     |
| Vermont              | 30.0            | 22.0         | <1.0       | 1.0                 | 8.0        | 37.0             | 2.0              | [ 108 ]     |
| Nova Iorque          | 26.0            | 31.0         | <1.0       | 2.0                 | 12.0       | 27.0             | 1.0              | [ 109 ]     |
| Massachusetts        | 21.0            | 34.0         | 1.0        | 1.0                 | 9.0        | 32.0             | 1.0              | [ 110 ]     |
| Utah                 | 13.0            | 5.0          | 55.0       | <1.0                | 4.0        | 22.0             | 1.0              | [ 111 ]     |